# Одровонж (герб)
Одровонж (пол. Odrowąż) — польский дворянский герб.

## Описание герба
В поле червлёном стрела серебряная, вылетающая из лука с оторванной тетивой (в некоторых гербах она вылетает из подковы). Та же фигура вкось видна и на павлиньих перьях в нашлемнике. Герб этот в X веке перенесён из Моравии.

## Герб используют
- Абратовичи (Abratowicz), Амброхи (Ambroch), Арамовичи (Aramowicz), Августиновичи (Augustynowicz),
- Барановские (Baranowski), Бембновские (Bebnowski, Bembnowski), Бялачевичи (Bialaczewicz), Бялачевские (Bialaczewski, Bialaczowski, Bialoczewski), Белявские (Bielawski), Биличи (Bilicz, Bilitsch), Блежовские (Blezowski), Блашковицкие (Blaszkowicki), Блашковичи (Blaszkowicz), Богуринские (Bohurynski), Браховские (Brachowski), Бухты (Бюхтен, Buchta, Buechten), Бурхацкие (Burchacki), Буркацкие (Burkacki), Былины (Bylina),
- Валигурские (Waligorski), Ваниковские (Wanikowski), Вондоловские (Wadolowski, Wadolowski, Wadolowski), Верда (Werda), Вильконские (Wilkonski), Вильковские (Wilkowski), Виссегерд (Wissegerd), Визгерд (Wizgerd, Wizgierd, Wyssegerd, Wyssegierd, Wyssogierd, Wyzgierd), Вольские (Wolski), Волынские (Wolynski), Высоцкие (Wysocki),
- Галка (Galka), Гивановские (Giwanowski), Глищинские (Gliszczynski), Глембоцкие (Glebocki), Glogowski), Годовские (Godoski, Godowski), Горские (Gorski), Гоствицкие (Gostwicki), Гостынские (Gostynski), Госленцкие (Goslecki), Гоствицкие (Gostwicki), Грабовские (Grabowski), Гралинские (Gralinski), Гречинские (Greczynski), Гудовичи (Gudovicz),
- Дембинские (Debinski), Доманские (Domanski), Дурачи (Duracz), Дзевентли (Dziewiatl),
- Ергодзинские (Egrodzynski), Еленские (Jelenski),
- Зарановские (Zaranowski), Заршинские (Zarszynski).
- Ивановские (Iwanowski),
- Каменские (Kamienski), Капусцинские (Kapuscinski), князья Капуста (Kapusta), Карсницкие (Karsnicki), Каршницкие (Karsznicki), Кетлинские (Kietlinski), Князкие (Kniazki), Конецкие (Konecki), Котулинские (Kotulinski), Ковалевские (Kowalewski), Краварские (Krawarski), Краварж (Krawarz), Кробские (Krobski), Кружловские (Kruzlowski), Кржичковские (Krzyczkowski), Кржишковские (Krzyszkowski), Кржишиловские (Krzyszylowski), Кржижковские (Krzyzkowski), Кулинские (Kulinski), Куржанские (Kurzanski), Кушели (Kuszel), Квинто (Kwinto),
- Лясота (Ляссота, Lasota, Lassota), Левецкие (Lewiecki), Литавор (Litawor, Litawor Chrebtowicz, Litawor-Chreptowicz, Littowor), Луцкие (Lucki), Лукашевичи (Lukaszewicz), Лускина (Luskina),
- Малицкие (Malicki), Малуя (Maluja), Маневские (Maniewski), Маскевичи (Maskiewicz), Мечковские (Mieczkowski), Мешковские (Mieszkowski), Миклаши (Miklasz), Мильжецкие (Milzecki), Минаковские (Minakowski), Минкевичи (Minkiewicz), Миновские (Minoski, Minowski), Мины (малороссийский дворянский род), Мирониские (Mironiski), Млечко (Mleczko), Мневские (Mniewski), Моргевичи (Morgiewicz),
- Несвенские (Nieswienski), Нивинские (Niwinski),
- Обрембские (Obrebski), Обулечи (Obulecz), Одровонжи (Odrowas, Odrowaz), Ольштынские (Olsztynski), Оссовские (Ossowski),
- Пацановские (Pacanowski), Пантусы (Pantus), Павловичи (Pawlowicz), Павловские (Pawlowski), Петриковские (Petrykowski), Пенкальские (Пекальские, Pekalski), Пенёнжек (Pieniazek), Плошовские (Ploszowski), Пневские (Pniewski), Подгурские (Podgorski), Поленцкие (Polecki), Потемпские (Potempski), Потриковские (Potrykowski), Прушковские (Pruszkowski), Пржедвоевские (Przedwojewski), Пржедворские (Przedworski), Пташинские (Ptaszynski),
- Рембешицкие (Rembieszycki), Родзишевские (Rodziszewski), Рошковские, Роздражевские (Rozdrazewski),
- Седлецкие (Siedlecki), Седлинские (Siedlinski), Седльницкие (Siedlnicki), графы фон Седльницкие-Колтиц (v. Sedlnitzky-Coltitz), Скоржевские (Skorzewski), Сковроцкие (Skowrocki), Славенцкие (Slawecki), Спровы (Sprowa, Sprowy), Страши (Strasz, Strasz z Bielaczewa), Страшевичи (Straszewicz), Струши (Strusz), Стулинские (Stulinski), Стужинские (Stuzynski), Сыпневские (Sypniewski),
- Творковские (Tworkowski),
- Хлевицкие (Chlewicki), Хоцишевские (Chociaszewski, Chociszewski), Холтицы (Choltitz), Хребтовичи (Chrebtowicz, C. Boharynski ), Хрептовичи (Chreptowicz, Chraptowicz, Chreptowicz Littawor), Хвалковские (Chwalkowski, Chwalkowski de Chwalkowo),
- Цедронские (Cedronski), Цедровские (Cedroski, Cedrowski),
- Чижовские (Cizowski), Чеховские (Czechowski), Чело (Czelo),
- Шидловецкие (Szydlowiecki),
- Щекоцкие (Szczekocki, Sczekocki), Шукевичи (Szukiewicz),
- Яцевичи (Jacewicz), Яхновичи (Jachnowicz), Ячиницы (Jaczynic, Jaczynie), Ячинские (Jaczynski), Янушевичи (Januszewicz),

Одровонж изм
- Еленские (Jelenski, Ielenski),
- Луксня Зарановские (Luksnia Zaranowski), Лускина (Luskina),
- Пенёнжек (Pieniazek, Pieniazek z Kruzlowa), Зарановские (Zaranowski), Жабы (Zaba).

Одровонж II
- Пенёнжек (Pieniazek)